# Hearts Burst Into Fire
Singles de Bullet for My Valentine
"Scream Aim Fire"
(2007) "Waking the Demon"
(2008)
Hearts Burst Into Fire est le second single de Bullet for My Valentine provenant de leur album, Scream Aim Fire. L'album contient Hearts Burst Into Fire, ainsi qu'une version acoustique de celle-ci, il est sorti le 31 mars 2008.
La vidéo a été diffuse en avant-première sur le Myspace du groupe avant d'être diffusée sur des chaînes tel que MTV2. Le clip a été tourné en noir et blanc, on peut y retrouver des vidéos prises par les membres du groupe durant leur tournée au Royaume-Uni ou encore des vidéos live.

## Concerts
- Brighton Dome le 28 janvier
- Newport Centre le 31 janvier
- Wolverhampton Civic Hall le 1er février
- Glasgow Carling Academy le 3 février
- Manchester Academy le 4 février
- Brixton Academy le 7 février

## Pistes

### CD
1. Hearts Burst Into Fire - 4:59
2. Hearts Burst Into Fire (Acoustic) - 3:56

### Vinyl 7″
1. Hearts Burst Into Fire - 4:59
2. No Easy Way Out (Robert Tepper cover) - 4:32

## Membres du groupe
- Matthew Tuck - chant, guitare
- Michael Paget - guitare, back chant
- Jason James - basse, back chant
- Michael Thomas - batterie